# Pasquale Amato

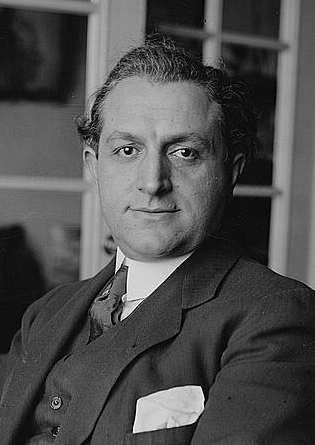
Pasquale Amato

Pasquale Amato (* 21. März 1878 in Neapel; † 12. August 1942 in New York) war ein italienischer Opernsänger (Bariton) und Gesangspädagoge.

## Leben
Amato wurde wie der fünf Jahre ältere Enrico Caruso in Neapel geboren, wo er am Conservatorium von San Pietro a Majella bei Beniamino Carelli und Vincenzo Lombardo ausgebildet wurde. 1899 debütierte Amato mit 21 Jahren als Vater Germont in La traviata am Teatro Bellini di Napoli. 1904 sang er zum ersten Mal am Covent Garden Opera in London und gastierte in Südamerika und Deutschland. 1907 trat er unter Arturo Toscanini erstmals an der Mailänder Scala auf. In der Folgezeit wurde Amato zu einem der führenden Baritone unter anderem in Rollen wie Amonasro in Aida, Escamillio in Carmen, Marcello in La Bohème, Kurwenal in Tristan und Isolde, Scarpia in Tosca, Barnaba in La Gioconda oder in den Titelrollen von Rigoletto und Falstaff. Insgesamt umfasste sein Repertoire mehr als 70 Rollen.
1908 debütierte Amato neben Caruso in La traviata an der Metropolitan Opera. Zwischen 1908 und 1920 sind hier 471 Aufführungen verzeichnet. Auf Tonträgern sind knapp 120 Aufnahmen von Amato erhalten.
Kesting reiht Amato unter die führenden Sänger des 20. Jahrhunderts ein: „Amatos Stimme war nicht nur sehr umfangreich (…), sondern auch außergewöhnlich schön timbriert. Es war eine dunkle Stimme mit raschem, beherrschtem Vibrato und ehern-fester Höhe. Die Register waren glatt verbunden. Bei der Vokalbildung neigte der Sänger zu einer leichten Abdunklung der hellen Vokale. Seine Agilität war, wie die superbe Aufnahme von Figaros ‚Largo al factotum‘ beweist, außerordentlich.“ Kritiker heben insbesondere Amatos herausragende Aufnahmen von Eri tu aus Un ballo in maschera und das Duett Rigoletto – Gilda aus dem zweiten Akt der gleichnamigen Oper hervor, sowie den Prolog aus Pagliacci. Amato war auch an einer Reihe von Uraufführungen beteiligt, so als Giovanni in Riccardo Zandonai Francesca da Rimini und als Jack Rance in Puccinis La fanciulla del West. Die hohe Beanspruchung durch die zahlreichen Aufführungen machte sich allerdings spätestens in den 20er-Jahren im Alter von erst knapp über 40 Jahren in einem Niedergang der Stimme bemerkbar. In den letzten Jahren des Lebens war Amato Gesangslehrer an der Universität von Louisiana. Er starb im Alter von 64 Jahren im New Yorker Stadtteil Jackson Heights.